# Сопрани, Рафаэле
Рафаэле Сопрани (итал. Raffaele Soprani; 1 августа 1612, Генуя — 1 февраля 1672, Генуя) — итальянский аристократ, известный в основном как историк искусства, автор биографий генуэзских художников, опубликованных посмертно в 1674 году.

## Биография
Рафаэле родился в аристократической семье сенатора в Генуе и сам дважды избирался сенатором. Получив гуманитарное образование, он пробовал себя в живописи, обучаясь у Джулио Бенсо и Пеллегро Пиолы. Он признавался, что его привлекала живопись генуэзских художников Синибальдо Скорцы и Гоффредо Валса. Его дружба с Джулио Бенсо и популярность «Жизнеописаний» Джорджо Вазари побудили Сопрани собирать информацию о лигурийских живописцах, скульпторах и архитекторах для издания «Жизнеописания генуэзских живописцев, скульпторов, архитекторов и иностранцев, работавших в Генуе» (Le vite de pittori, scoltori, et architetti genovesi e de' forastieri, che in Genova operarono). Первый том был опубликован в 1674 году в Генуе, но Рафаэле продолжал работать над текстом. Второй том был добавлен Карло Джузеппе Ратти.
Рафаэле Сопрани также опубликовал книги о писателях Лигурии и их избранные биографии.

## Публикации
- (EN) Opere di Raffaele Soprani, su Open Library, Internet Archive